# Fortino Hipólito Vera y Talonia

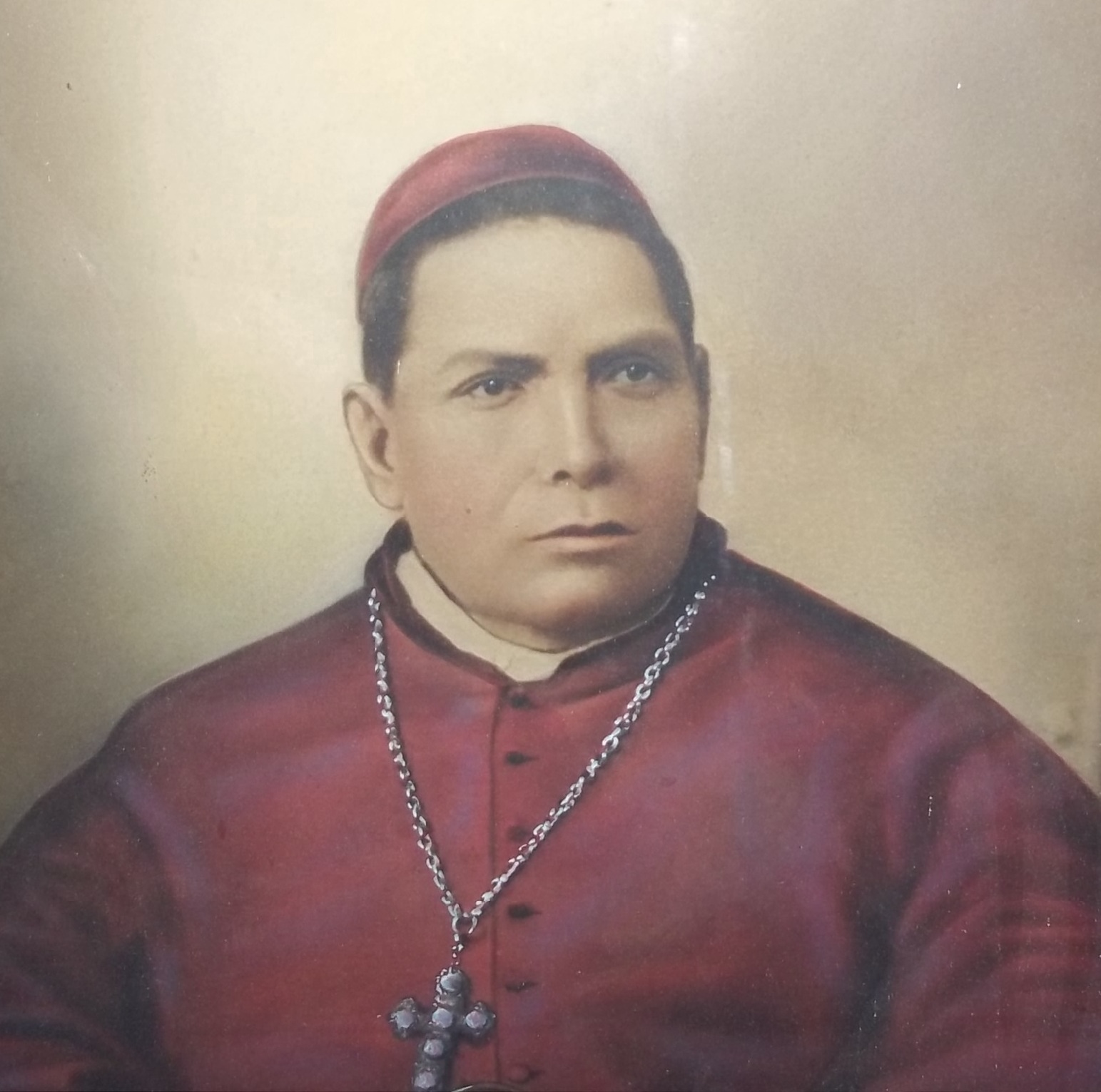
Fortino Hipólito Vera y Talonia

Fortino Hipólito Vera y Talonia (* 12. August 1834 in Santiago Tequixquiac, Bundesstaat México, Mexiko; † 22. September 1898 in Cuernavaca, Morelos) war Bischof von Cuernavaca.

## Leben
Fortino Hipólito Vera y Talonia empfing im Dezember 1857 das Sakrament der Priesterweihe. Vera y Talonia war als Seelsorger in Totolapan und Atlatlahuacan tätig.
Am 3. Juli 1894 ernannte ihn Papst Leo XIII. zum Bischof von Cuernavaca. Der Erzbischof von Antequera, Eulogio Gregorio Clemente Gillow y Zavalza, spendete ihm am 29. Juli desselben Jahres die Bischofsweihe; Mitkonsekrator war der Bischof von Querétaro, Rafael Sabás Camacho y García. Die Amtseinführung fand am 5. August 1894 statt.
Vera y Talonia gründete das Priesterseminar in Cuernavaca.